# Anne Oppenhagen Pagh
Anne Oppenhagen Pagh (født 25. april 1974 i København) er en dansk skuespillerinde.
Pagh er uddannet fra Skuespillerskolen ved Århus Teater i 1999. 

## Privat
Hun er datter af skuespillerne Sonja Oppenhagen og Klaus Pagh. Sammen med Martin Hestbæk har døtrene Cornelia og Julia.

## Filmografi
| År   | Titel               | Rolle | Noter |
| ---- | ------------------- | ----- | ----- |
| 2001 | Et rigtigt menneske |       |       |
| 2003 | Anja efter Viktor   |       |       |
| 2006 | Lotto               |       |       |
| 2006 | Sprængfarlig bombe  |       |       |

### Tv-serier
- Skjulte spor (2000-2001)